# Disney on Ice

Disney on Ice é uma série de turnês de shows no gelo produzidos pela Feld Entreteniment sob contrato com a The Walt Disney Company. Voltado principalmente para crianças, os shows têm patinadores vestidos como personagens de desenhos animados da Disney em performances que derivam de sua música e enredo, a partir de elementos recolhidos de vários filmes da Disney; as "estrelas" do show são creditados como os próprios personagens da Disney, enquanto os atores permanecem anônimos. O show no gelo é realizado por Mickey Mouse, Minnie Mouse, Pato Donald, Pateta, Margarida, Tico e Teco e Pluto.
As produções começaram em 1981, sob o nome de Walt Disney World on Ice. O nome foi mudado para a Disney on Ice, em 1998. Disney on Ice é apresentada em mais de 8 produções e turnês. Os shows têm ocorrido em todo o mundo, inclusive nas Américas, Oriente Médio e na Ásia, Austrália e Europa. Novos shows estreiam e são apresentados na América do Norte por dois anos, e depois vai para o Japão no terceiro ano, e depois Austrália, Inglaterra, e em outras partes do mundo no quarto ano. Eles normalmente depois voltam para os EUA por mais um euano, e para quaisquer outros lugares num sexto ano.
Em Portugal, o show em turnê com o subtitulo "100 Anos de Magia" foi cancelado em 2020 devido ao Covid-19, e desde de 2019 a Disney On Ice não voltou a Portugal.